# Wilhelm Balters
Wilhelm Balters (* 14. März 1893 in Barmen; † 13. Dezember 1973) war ein deutscher Zahnmediziner.

## Vita
Er legte 1920 sein zahnärztliches Staatsexamen ab und habilitierte 1926 in Bonn für das Fach Zahn-, Mund- und Kieferheilkunde.
1932 wurde er zum außerordentlichen Professor ernannt und 1939 erhielt er die außerplanmäßige Professur. 1933 trat er der NSDAP und der SA bei, aus letzterer trat er 1934 aus. 1943 legte er auch das medizinische Staatsexamen ab.
Er war bestrebt, aus der Zahnheilkunde eine Gebissheilkunde zu machen, und beschäftigte sich zunehmend mit Kieferorthopädie. Dabei konstruierte er auch seinen Bionator, eine zahnspangenartige Vorrichtung. 1949 entwickelte er den sogenannten „natürlichen und kiefergerechten Beruhigungssauger und Kieferformer“. 1956 folgte der NUK-Schnuller. Er veröffentlichte ca. 170 wissenschaftliche Arbeiten.
Bei der 1960 erfolgten Einweihung der am Wilhelmsplatz in Bonn neuerbauten Universitätsklinik und Poliklinik für Mund-, Zahn- und Kieferkrankheiten durch Gustav Korkhaus war sein Lehrer Alfred Kantorowicz als Ehrengast an seiner Seite.
Im August 1964 erkrankte er schwer. Bestattet wurde er in Diekholzen.

## Veröffentlichungen (Auswahl)
- Kritische Betrachtungen über die Anwendung und den Bau der Geburtszangen, zugleich ein Vorschlag zur Verbesserung der Zangenform
- Was sagen Wissenschaft und Erfahrung zu Mitteln und Wegen der Wurzelbehandlung?, 1930
- Über den Einfluss der Senkung der Kondylenbahn auf totale und partielle Prothesen, Berlin : Berlinische Verlagsanstalt, 1928
- Über Herzschußverletzungen, Marburg-Lahn : Hessische Verlage, 1926

## Belege
1. ↑  F. Ascher: Wilhelm Balters. In: Fortschritte der Kieferorthopädie. 35, 1974, S. 108, doi:10.1007/BF02166205.
2. ↑  Dominik Groß: Lexikon der Zahnärzte und Kieferchirurgen im «Dritten Reich» und im Nachkriegsdeutschland, Täter, Mitläufer, Oppositionelle, Verfolgte, Unbeteiligte. Band 1: Hochschullehrer und Forscher (A–L). Hentrich & Hentrich, Berlin/Leipzig 2022. S. 77f
3. ↑  Herbert Kremer, Hubertus Büchs: Geschichte der Klinik und Poliklinik für Mund-, Zahn- und Kieferkrankheiten der Rheinischen Friedrich-Wilhelms-Universität zu Bonn. Bonn 1969, S. 165.

| Personendaten    | Personendaten             |
| ---------------- | ------------------------- |
| NAME             | Balters, Wilhelm          |
| KURZBESCHREIBUNG | deutscher Zahnheilkundler |
| GEBURTSDATUM     | 14. März 1893             |
| GEBURTSORT       | Barmen                    |
| STERBEDATUM      | 13. Dezember 1973         |